# Специя (город)
Спе́ция (итал. La Spezia [la ˈspɛtsi̯a]о файле, лиг. Speza) — город на побережье Лигурийского моря в итальянском регионе Лигурия, административный центр одноимённой провинции. Традиционно считается восточной оконечностью Ривьеры.
Население — 95 641 человек (2011 год).
Расположенный на одноимённом заливе Лигурийского моря между Пизой и Генуей, город Специя — одна из крупнейших коммерческих и военных гаваней Италии, а также центр военной промышленности.
В городе имеется железнодорожная станция (линии на Геную, Пизу, Парму). Пассажирскими паромами город связан с Корсикой, Сардинией и побережьем Чинкви-терре.
Покровителем города традиционно считается святой Венерий, живший отшельником в конце VI — начале VII века на крохотном острове Тино, находящемся в бухте Специи. Также покровителем города почитается святой Иосиф Обручник, празднование начинается 19 марта и длится три дня.

## История
Период основания города слабо освещён в источниках. В древнеримский период эти места были заселены слабо, доминирующим населённым пунктом на данной территории был этрусский Луни, в XI веке разрушенный сарацинами. Известно, что до 1276 года Специей владело семейство Фиески. В дальнейшем город неоднократно становился добычей семейств, соперничавших за власть над Генуей. В архитектуре города ярко проявляется наследие этого периода.
В 1797 году захвативший Лигурию Наполеон Бонапарт включил Специю в состав подконтрольной Лигурийской республики (в 1805 году последняя была присоединена к Франции). В 1808 году Бонапарт включил Специю и территорию бухты в состав единого морского округа (maritime arrondissement), намереваясь создать в здешней удобной и защищённой бухте крупный порт, но эти планы не сбылись: работы по созданию морской гавани начались лишь в 1861 году. К концу XIX века на берегах бухты появились судостроительные верфи, военные заводы; население города с 1861 по 1901 годы выросло с 11,5 до 66,3 тыс. человек. В 1870 году город был соединён железной дорогой с Генуей.
В 1923 году Муссолини наделил Специю статусом административного центра одноимённой провинции.
В силу того, что в городе базировался военный флот, Специя подверглась бомбардировкам (к примеру Операция «Белликоз») в годы Второй мировой войны, по окончании которой существенную часть исторического центра города пришлось перестраивать. С 1945 по 1948 годы Специя стала перевалочным пунктом, через который в Палестину отправилось свыше 23 тыс. евреев, выживших в нацистских концлагерях. Благодаря этому в Израиле Специя заслужила прозвище «Дверь в Сион» (Schàar Zion).

## Климат
Специя имеет пограничный влажный субтропический (Cfa) и средиземноморский климат (Csa). В городе жаркое лето, умеренно холодная влажная зима и очень переменчивая и дождливая осень и весна. Средняя температура самого холодного месяца (января) составляет 4 °C (39 °F) минимум и 11 °C (52 °F) максимум. В самый жаркий месяц (июль) они составляют 20 °C (68 °F) минимум и 29 °C (84 °F) максимум. Среднегодовое количество осадков составляет 1314 миллиметров (51,7 дюйма), что более чем в два раза больше, чем в Лондоне. Снег выпадает крайне редко. Сильные снегопады являются исключительным явлением: только в 1985 году было зарегистрировано падение более 50 сантиметров (20 дюймов). Еще один большой снегопад произошел в ночь на 18 декабря 2009 года, когда выпало около 25 сантиметров снега и температура опустилась до -7,4 °C (18,7 °F) в последующие ночи.
В зимние ночи, если небо ясное, температура может опускаться ниже нуля, обычно достигая от −2 до −4 °C (от 28 до 25 °F). И наоборот, летом, особенно в солнечные дни, температура может легко превышать 30 °C (86 °F), а иногда достигает 35 °C (95 °F). Кроме того, ощущение жары летом усиливается из-за высокой влажности.
USDA-зона морозостойкости  —  9b.

## Экономика

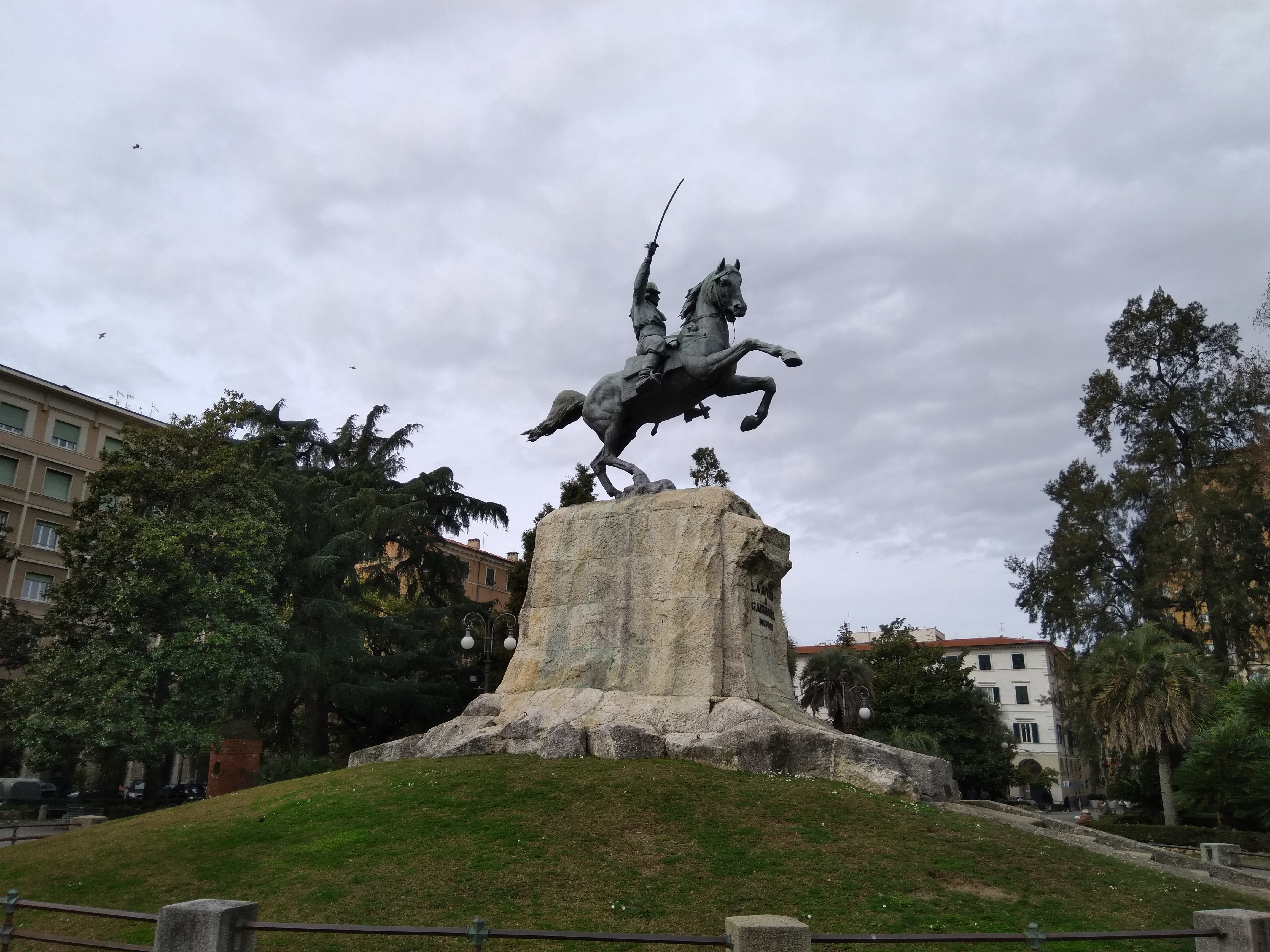
Памятник Джузеппе Гарибальди

Экономическая активность в городе сконцентрирована вокруг порта: имеются крупные контейнерный, нефтеналивной терминалы. В Специи находится штаб-квартира и крупное производство одной из крупнейших итальянских компаний, специализирующихся на производстве вооружений — Oto Melara. Помимо этого, в городе имеется целый ряд машиностроительных предприятий (включая крупные верфи), а также нефтеперерабатывающее предприятие, текстильные, деревообрабатывающие, пищевые производства.

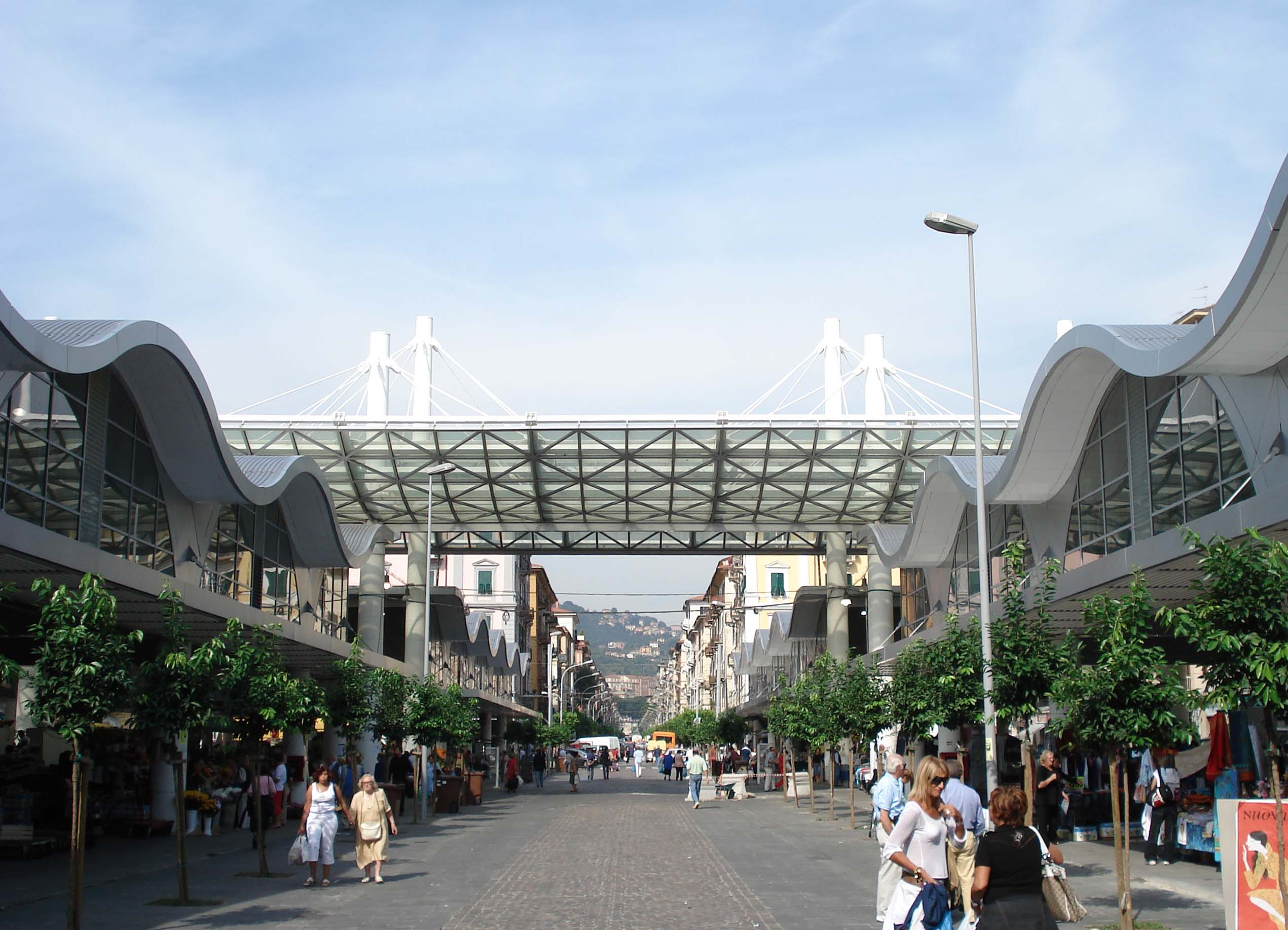
Рыночная площадь в Специи

Также в городе находится арсенал и военно-морская база, здесь же расположены одна из двух военно-морских академий Италии, Центр морских исследований и экспериментов (англ. Centre for Maritime Research and Experimentation) Организации НАТО по вопросам науки и технологий.

## Достопримечательности
Важнейшим свидетелем событий, происходивших в Специи, является датируемый XIII веком замок Святого Георгия (Castello di San Giorgio), до начала XVII века не раз перестраивавшийся. Другим важным сооружением, привлекающим туристов, является Морской арсенал (Arsenale Militare Marittimo), построенный в середине XIX века военно-морским инженером Доменико Кьодо (памятник ему стоит перед входом в арсенал). Сохранился ряд старинных церквей: Успения Девы Марии (XIII век) (Chiesa abbaziale di Santa Maria Assunta), святых Иоанна и Августина (1797 год) (Chiesa dei Santi Giovanni e Agostino), Святого Стефана (XIII век, но с этого времени сохранилась лишь одна стена), Пречистой Девы Марии (1897—1901 годы, неовизантийский стиль).
В замке Святого Георгия расположен археологический музей с рядом артефактов этрусской эпохи. В Арсенале есть музей военно-морской техники, а неподалёку от него находится сравнительно недавно открытый музей Амадео Лия с коллекциями средневекового и ренессансного искусства (занимает бывший францисканский монастырь XVII века).
В городе находится единственная в Италии статуя на двух точках опоры. Это монумент в честь национального героя Италии Джузеппе Гарибальди.

## Известные уроженцы и жители
- Марко Бруско (итал. Marco Brusco) — итальянский адмирал.
- Адольф Гутманн — немецкий пианист и композитор.
- Джанкарло Джаннини — итальянский актёр, номинант на премию «Оскар».